# Sončni medved
Sončni medved, tudi malajski medved (znanstveno ime Helarctos malayanus) je majhna zver iz družine medvedov, ki naseljuje tropske deževne gozdove Jugovzhodne Azije. Zaradi izsekavanja gozdov in komercialnega lova spada med ranljive vrste.

## Telesne značilnosti
Sončni medved je najmanjši med vsemi medvedi, saj meri v dolžino le 120-150 cm in tehta 27-65 kg. Kožuh je navadno črne barve s kratkimi dlakami, vendar so nekateri osebki sivkaste ali rdečkaste barve. Na prsih se nahaja značilni vzorec v obliki polmeseca, ki je kremasto ali umazano bele do rumene, okraste in oranžne barve. Gobec je kratek in svetlo obarvan, navadno je svetel tudi predel nad očmi.
Stopala so široka in na spodnji strani niso porasla. Kremplji, še posebej na sprednjih stopalih, so dolgi in močni ter oblikovani kot srp. Sprednji nogi sta močnejši kot zadnji ter sta obrnjeni navznoter. Vse naštete značilnosti so odraz dobre plezalne sposobnosti sončnega medveda.

## Življenjski prostor in navade
Življenjski prostor sončnega medveda obsega območje, ki se razteza od Bangladeša in skrajnega juga Kitajske do severnih delov Indonezije. Glede na to, da življenjski prostor obsega v glavnem deževne gozdove s celoletnim dostopom do hrane, sončni medved ne hibernira. Aktivni so podnevi, izjemoma tudi ponoči v krajših intervalih. Počivajo v votlih deblih padlih dreves ter v luknjah pod drevesi in v krošnjah visoko nad tlemi.

### Prehrana
Je vsejed (omnivor), prehranjuje pa se predvsem z mravljami, termiti, ličinkami hroščev in čebel ter z različnimi sadeži, kot so smokve. S svojimi močnimi sprednjimi kremplji in močnimi čeljustmi lahko v iskanju žuželk in ostale hrane zlahka razpara deblo ali termitnjak. K hranjenju pripomore dolgi jezik, ki meri do 25 cm. Ker se rad prehranjuje s čebeljimi panji in medom, nosi tudi vzdevek »medeni medved«.

## Ogroženost
Sončnega medveda ogroža predvsem krčenje življenjskega prostora zaradi izsekavanja gozdov in komercialni lov, bodisi zaradi hrane bodisi zaradi žolčnih kamnov, cenjenih v tradicionalni medicini. Ocenjuje se, da se je populacija sončnih medvedov zmanjšala za tretjino v času treh generacij. Od leta 1979 je uvrščen na seznam ranljivih vrst, zato je uboj sončnega medveda strogo prepovedan glede na Konvencijo o mednarodni trgovini z ogroženimi prosto živečimi živalskimi in rastlinskimi vrstami (CITES, dodatek I). Navkljub temu je izvajanje zakonskih predpisov zelo pomanjkljivo.